# ZAM Network
ZAM Network, LLC es una empresa de internet estadounidense con sede central en Los Ángeles, California, Estados Unidos, enfocado la creación de contenido web mediante su página con el nombre fanbyte, una web que contiene guías, reseñas, listas, noticias, podcast y gameplays enfocadas en el entretenimiento de todas las categorías, desde videojuegos, series, películas, animes, deportes, entre otros. El 29 de febrero de 2012, la empresa fue adquirida por Tencent Holdings.

## Historia
La empresa se estableció en el año 1999 en Los Ángeles, California, Estados Unidos con el nombre de Allakhazam, ofreciendo guías, wikia y foros de discusión del videojuego EverQuest.
En 2002 lanzó dos sitios webs; la primera enfocada a los videojuegos MMOUI; la segunda enfocada en el videojuego Final Fantasy. Ambas páginas ofrecían guías, wikias y foros de discusión.
En el año 2005, la empresa fue adquirida por la empresa IGE y fue rebautizada como ZAM Network. La empresa ahora con el nombre de ZAM, seguía manteniendo sus operaciones.
En el año 2007, ZAM Networks adquirió el sitio web Wowhead. Una página enfocada a la comunidad del videojuego World of Warcraft, que posteriormente se convirtió en la comunidad más grande del videojuego. En ese mismo año ZAM expande sus oficinas en Palo Alto. 
En el año 2008 ZAM Networks se expande en la creación de nuevos contenidos como noticias, reviews, gameplays, listas y podcast  de diferentes categorías, como el anime, series, películas y deportes.
El 29 de febrero de 2012, Ryan Bohmann presidente de la empresa ZAM Networks, informó  fueron adquiridos por la empresa china de telecomunicaciones Tencent Holdings, tras puesto en venta por parte de IGE, por un monto no revelado. Tencent rebautizó la página ZAM Networks a fanbyte, sin embargo la empresa mantendría con el nombre anterior.

## Sitios web
- Fanbyte